# Estación de Seugy
La estación de Seugy es una estación ferroviaria francesa situada en la comuna homónima, en el departamento de Valle del Oise, al norte de París. Por ella transitan únicamente los trenes de la línea H del Transilien. 

## Historia
La estación data de 1893 y pertenece a un pequeño ramal de 11 kilómetros de la línea Épinay-Villetaneuse - Le Tréport-Mersde. Fue abierta por la Compagnie des chemins de fer du Nord hasta que en 1938 recaló en manos de la SNCF.   

## Descripción
La estación no es más que un simple apeadero constituido por un único andén lateral y una vía debido a que este ramal es de vía única. Aun así sí dispone de un pequeño refugio cubierto, de paneles informativos y de una máquina expendedora de billetes.
En el 2002 no alcanzaba los 500 viajeros diarios.

## Servicios ferroviarios
Sólo los trenes de cercanías de la línea H se detienen en esta estación a razón de un tren por hora, cada media hora en hora punta. En general los trenes son ómnibus, salvo en hora punta donde alguna estación intermedia entre la París Norte y Luzarches es evitada.